# コムケ湖

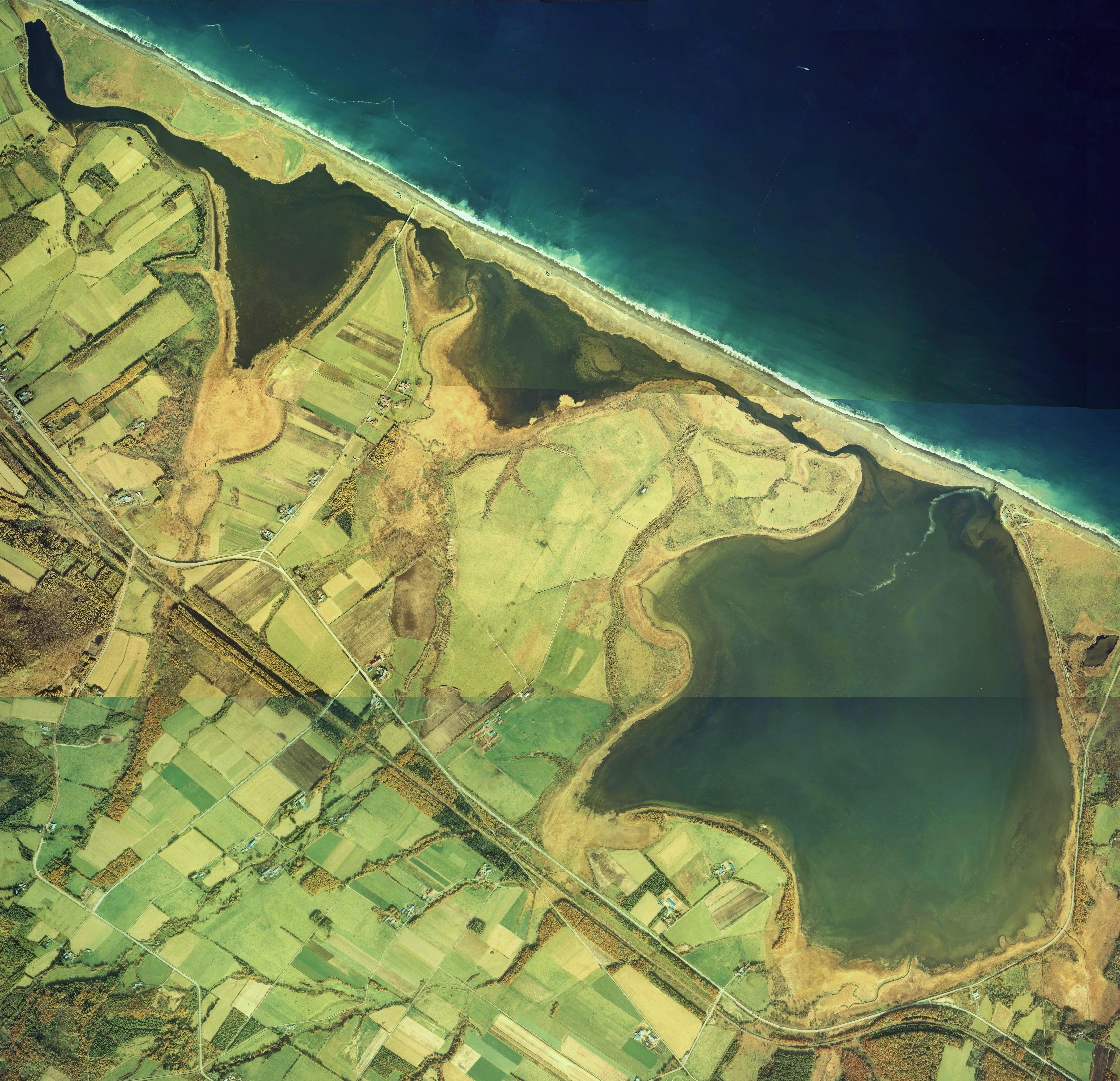
コムケ湖周辺の空中写真。1978年撮影の17枚を合成作成。
。

コムケ湖（コムケこ）は、北海道北東部、紋別市にある湖である。

## 地理
オホーツク海沿いに3つの湖盆が並び、水路で繋がっている。サロマ湖などこの地域によく見られるタイプの直線的な砂州で海と隔てられた海跡湖。面積5.81km2、湾内最大水深3.8m。かつては湖口を持たず、融雪期に砂州が決壊して放水し、8月頃になると漂砂によって再び閉塞するのを繰り返していたが、1977年から始まった漁場開発事業によって永久湖口が掘削された。
- 流入河川 : オンネコムケナイ川、秋平川など
- 流出河川 : なし（海へ直接流出）

### 名称の由来
中央部が細くくびれて曲がっている様子から、アイヌ語で「コㇺケト（komke-to）」（曲がっている・沼）と呼ばれていたことに由来する。

## 利用
- 湖ではヌマガレイが漁獲されるほか、カキの養殖も行われている。
- 南東畔には広大な敷地を誇るコムケ国際キャンプ場がある。
- この近くにはかつてオホーツク紋別空港があったが、1999年に北西の市街地近くに移転している。

## 生物相
- 鳥類の飛来が多い。
  - シギ、チドリの類が多く、特にアカエリヒレアシシギが多く見られる。
  - オオハクチョウやヒドリガモなどのガン・カモ類の飛来地であり野鳥の豊富な湖である。
  - 冬季にはオジロワシにオオワシなどの猛禽も見られる。
- アザラシの出産期には、親とはぐれた個体が湖口から湖に入り、海獣保護施設のオホーツクとっかりセンターに保護されたことがある。